# Joel O'Keeffe
Joel O'Keeffe   (Warrnambool, 6 de setembre de 1984) és un músic professional, conegut per ser el cantant i guitarra solista del grup australià Airbourne. L'any 2004 va fundar Airbourne junt amb el seu germà Ryan O'Keeffe.

## Biografia
El guitarrista i vocalista australià, Joel O'Keeffe, va néixer el 1986. Als 11 anys va despertar el seu amor per la guitarra i va començar a desenvolupar el seu estil personal amb la inspiració directe de grups com Oz-rock, Rose Tatto i AC/DC. Sent encara molt jove, O'Keeffe es va adonar que el seu futur passaria per tocar en un grup de rock i va dedicar uns quants anys a perfeccionar les seves tècniques, juntament amb el seu germà Ryan, buscant el seu propi camí musical.

## Airbourne
Airbourne és un grup de hard rock que va néixer el 2003 en la ciutat de Warrnambool per Joel O'Keeffe i el seu germà petit Ryan. Joel va començar a tocar la guitarra als 11 anys i en Ryan va obtenir la seva primera batería quatre anys després als 11 anys també. Joel va conèixer David Roads quan treballaven tots dos a l'Hotel Warrnambool. Van començar a tocar les guitarres tots dos i al cap de poc temps, els dos germans O'Keeffe van invitar David perquè s'unís al seu grup com a "rhythm guitar" (guitarra rítmica). Adam Jacobson va unir-se al grup com baixista per acabar tocant sota el nom Airbourne.
Joel O'Keeffe és un músic professional, conegut per ser el cantant i "lead guitar" del grup australià Airbourne. L'any 2004 va fundar Airbourne junt amb el seu germà Ryan O'Keeffe.

### Discografia
| Year                                                                      | Album details                                                                        | Peak chart positions | Peak chart positions | Peak chart positions | Peak chart positions | Peak chart positions | Peak chart positions | Peak chart positions | Peak chart positions | Peak chart positions | Certifications (sales thresholds) |
| Year                                                                      | Album details                                                                        | AUS                  | AUT                  | CAN                  | FRA                  | NZ                   | SWE                  | SWI                  | UK                   | US                   | Certifications (sales thresholds) |
| ------------------------------------------------------------------------- | ------------------------------------------------------------------------------------ | -------------------- | -------------------- | -------------------- | -------------------- | -------------------- | -------------------- | -------------------- | -------------------- | -------------------- | --------------------------------- |
| 2007                                                                      | Runnin' Wild - Released: 23 June 2007 - Label: EMI, Capitol, Roadrunner - Format: CD | 21                   | 58                   | —                    | 95                   | 39                   | —                    | 49                   | 62                   | 106                  |                                   |
| 2010                                                                      | No Guts. No Glory. - Released: 8 March 2010 - Label: EMI, Roadrunner - Format: CD    | 19                   | 13                   | 11                   | 31                   | 9                    | 11                   | 9                    | 31                   | 90                   |                                   |
| 2013                                                                      | Black Dog Barking - Released: 21 May 2013 - Label: Roadrunner - Format: CD           | —                    | —                    | —                    | —                    | —                    | —                    | —                    | —                    | —                    |                                   |
| "—" denotes album that did not chart or was not released in that country. |                                                                                      |                      |                      |                      |                      |                      |                      |                      |                      |                      |                                   |